# Mordellistena maculaticeps
Mordellistena maculaticeps es una especie de coleóptero de la familia Mordellidae.Presenta las siguientes subespecies: M. m. innotaticeps y M. m. maculaticeps.

## Distribución geográfica
Habita en la República Democrática del Congo.